# Fort Keogh
Pour les articles homonymes, voir Keogh (homonymie).
Fort Keogh est un ancien poste militaire de la United States Army établi en août 1876 au confluent de la Tongue et de la Yellowstone, près de la ville actuelle de Miles City dans le Montana. Nommé en l'honneur du capitaine Myles Keogh (en) tué le 25 juin 1876 lors de la bataille de Little Bighorn, il servit de base logistique pour des opérations menées contre les Sioux.
Le site est inscrit au Registre national des lieux historiques.